# Château-Bas (Lisle)
Le château-Bas est situé sur la commune de Lisle, en France.

## Localisation
Le château est situé sur la commune de Lisle, au cœur de l'ancienne bastide, dans le quart nord-ouest du département de la Dordogne, en région Nouvelle-Aquitaine.

## Description
Le château-Bas est un manoir édifié rue des Lavoirs, à l'opposé et en contrebas du château-Haut, approximativement à l'emplacement de l'ancien château seigneurial du XIVe siècle disparu à la fin du XVIe siècle. Il est construit selon un plan quasiment carré, composé de deux étages percés de fenêtres étroites à traverse. La façade nord-est présente un portail agrémenté d'un décor et d'un blason. La façade sud dont l'accès est donné par les portes charretière et piétonne voit ses fenêtres quelque peu agrandies. Le logis est coiffé d'un toit brisé à croupes.

## Historique
Le château qui protégeait la partie basse de Lisle du côté de la Dronne a été construit au XIVe ou XVe siècle ; il était la propriété de la famille de la Porte dont les membres étaient alors coseigneurs de Lisle au même titre que les Saint-Astier résidant au château-Haut. L'édifice actuel fut construit par les de Fumel.

## Galerie

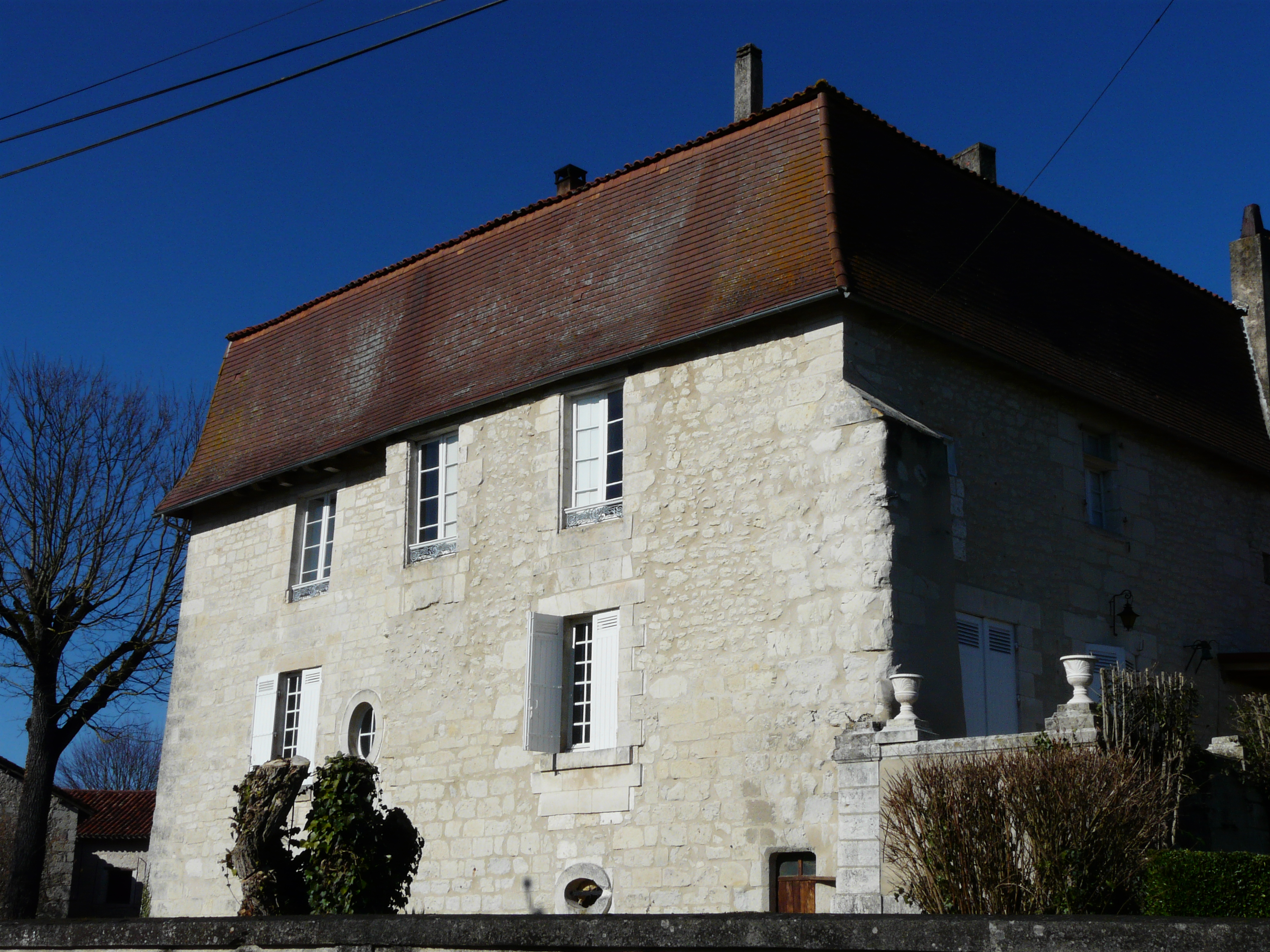
Le château-Bas vu depuis le sud-est.
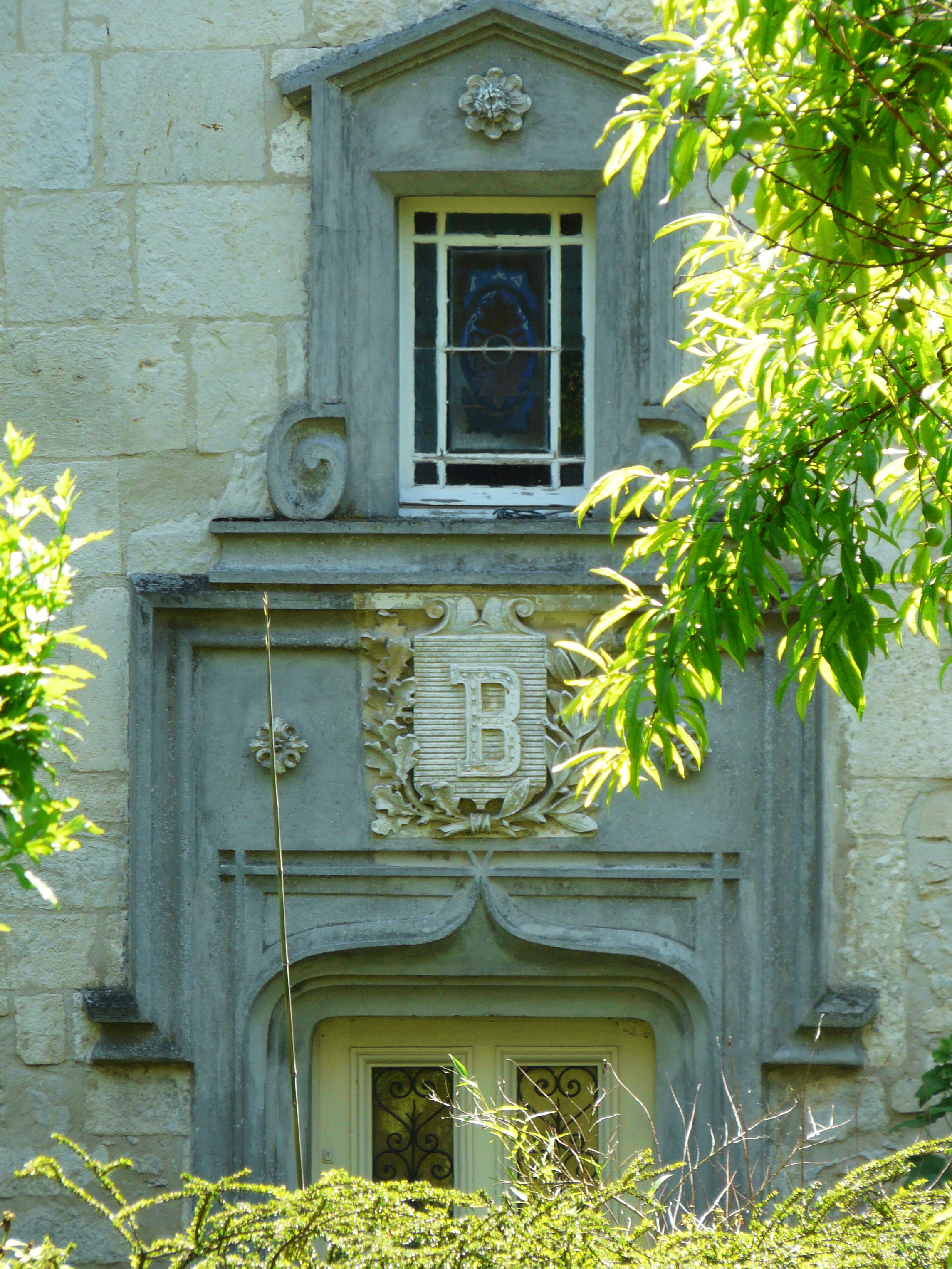
La porte d'entrée nord.
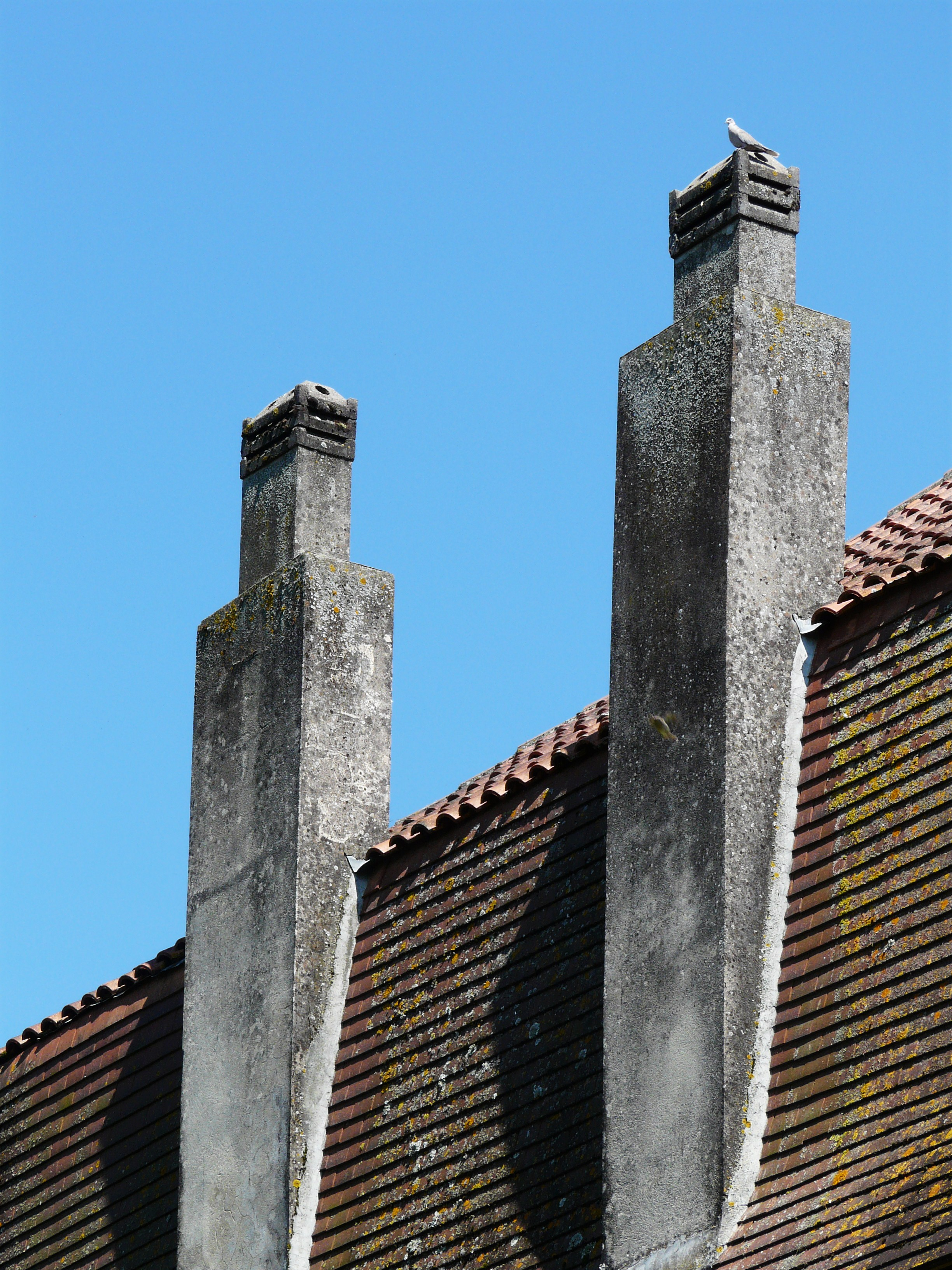
Cheminées.